# Gedenkstätte Bautzner Straße Dresden

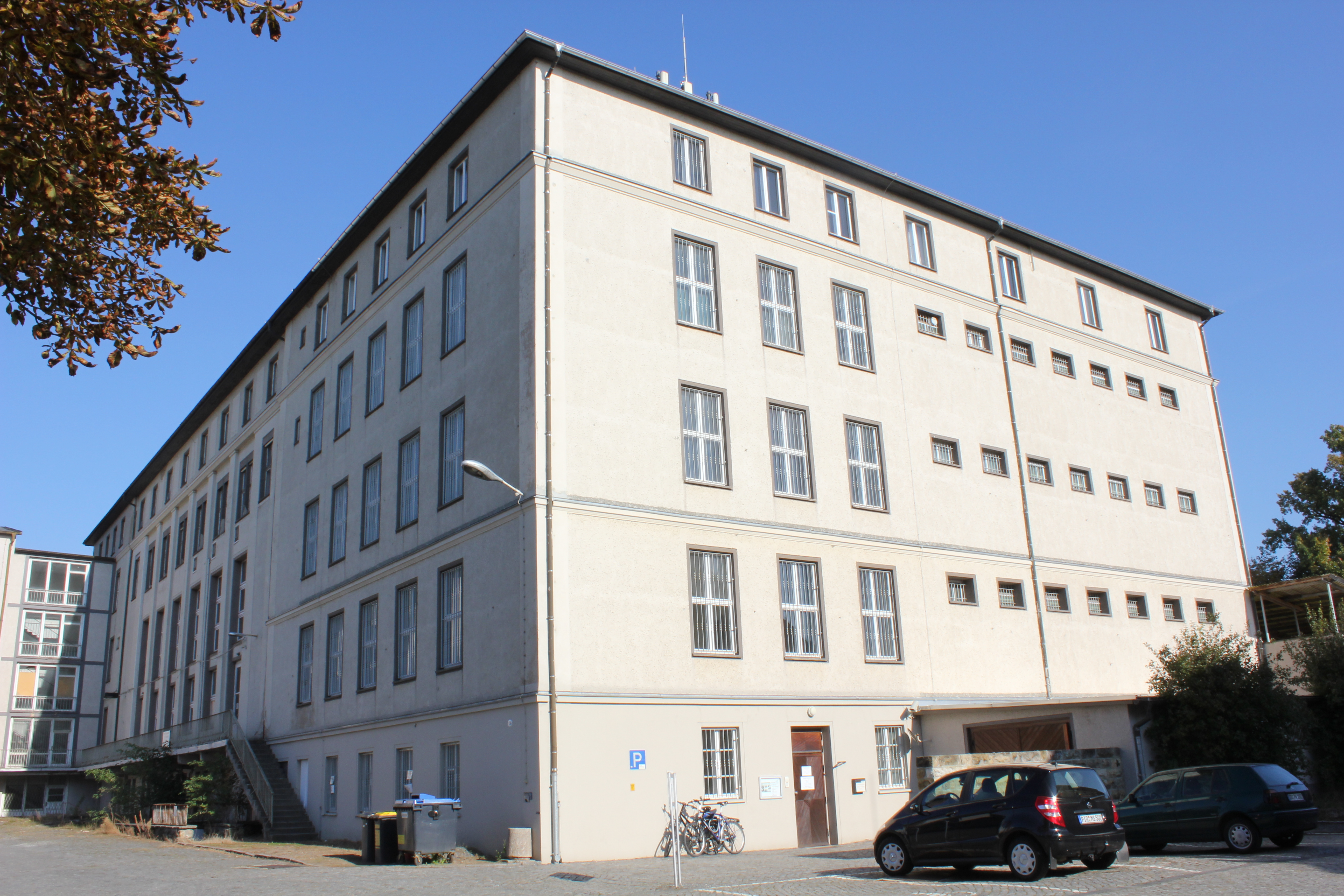
Gebäude der Gedenkstätte Bautzner Straße

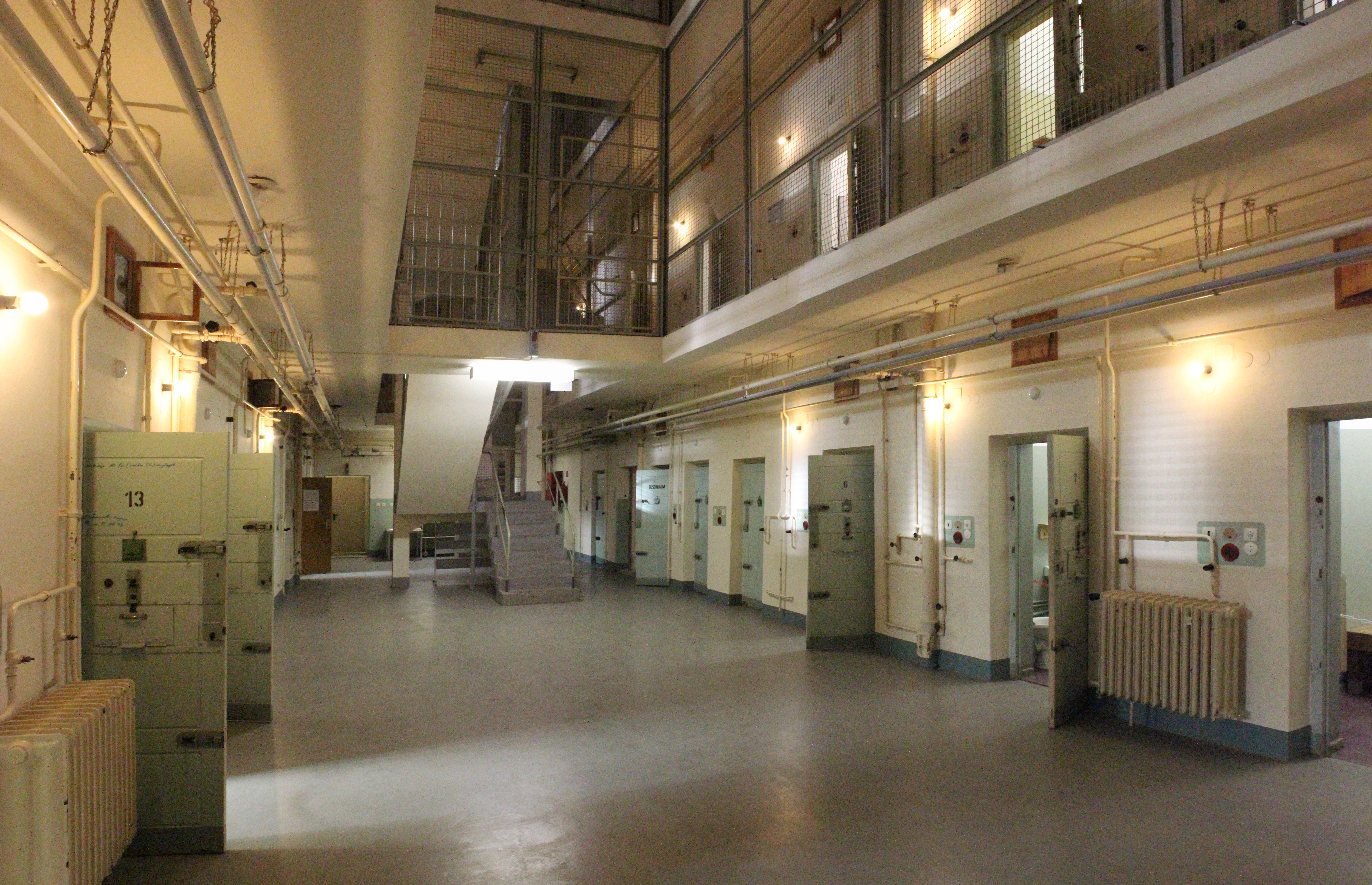
Zellentrakt der Haftanstalt

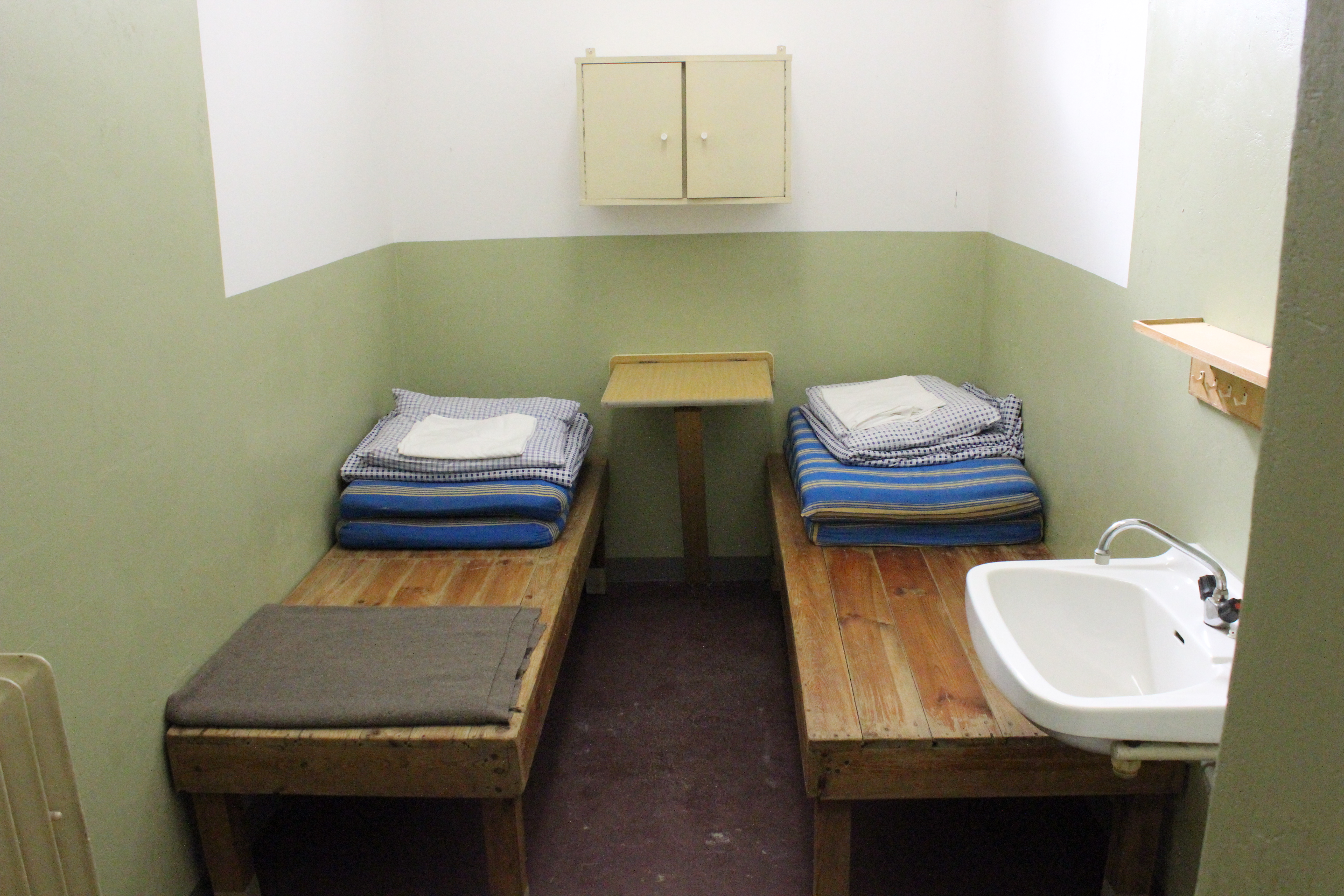
Zweierzelle

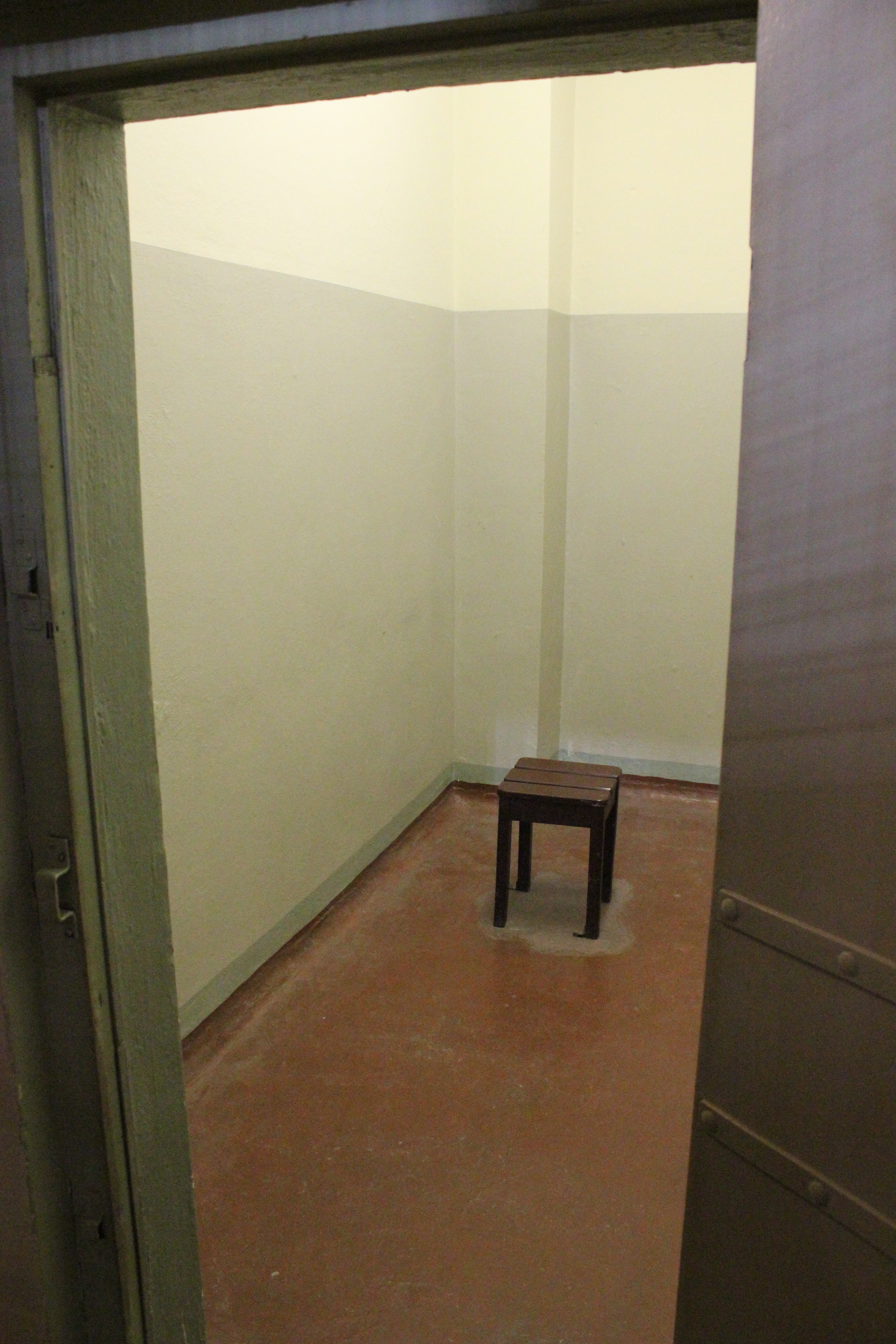
Arrestzelle

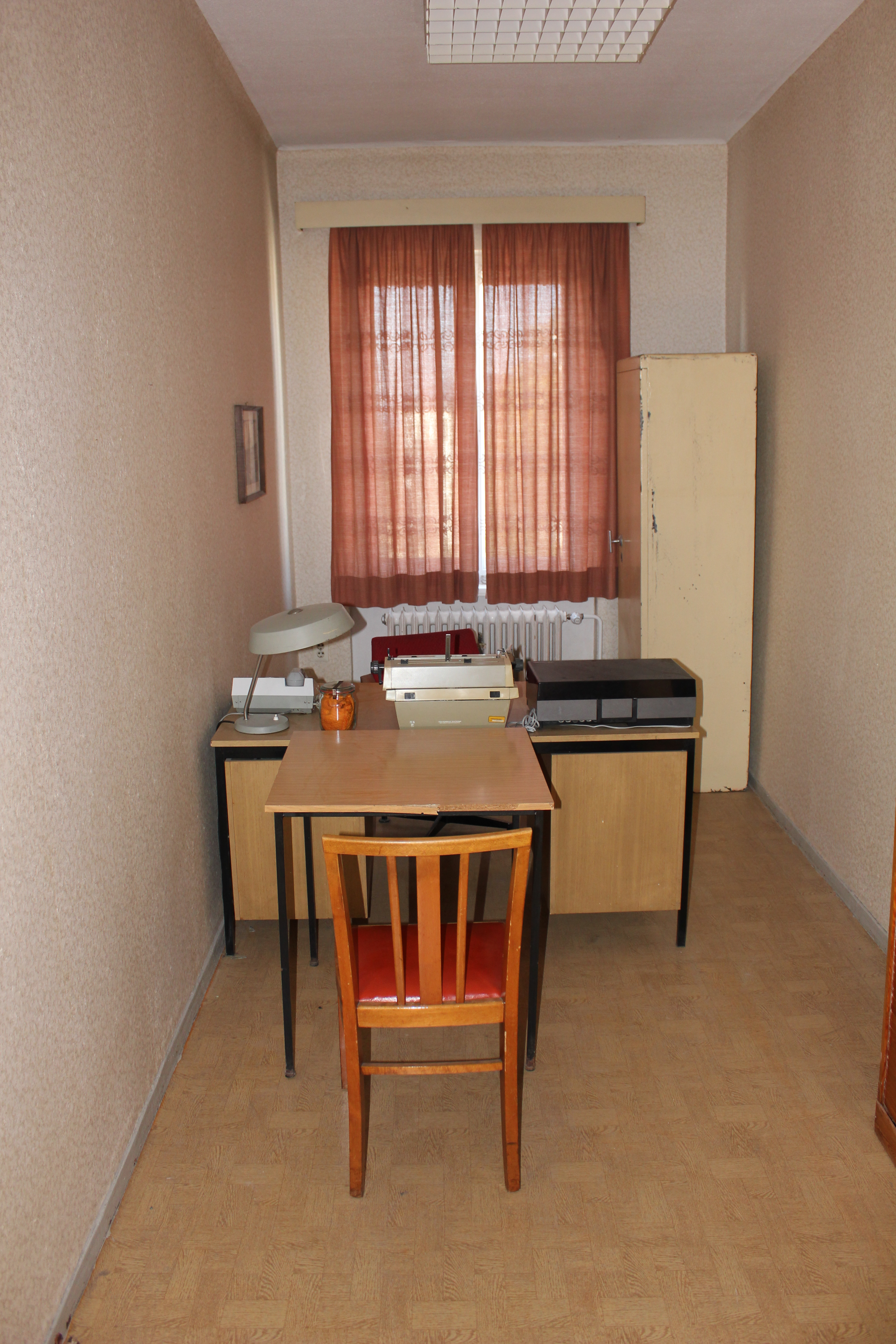
Verhörraum

Die Gedenkstätte Bautzner Straße Dresden ist eine Gedenkstätte für die Opfer des DDR-Ministeriums für Staatssicherheit (MfS) in der sächsischen Landeshauptstadt Dresden. Sie ist die einzige noch im Original erhaltene und für Besucher zugängliche Untersuchungshaftanstalt der „Stasi“ im Freistaat. Sowohl die Perspektive früherer politischer Untersuchungshäftlinge wie auch die der ehemaligen Geheimdienst-Mitarbeiter werden in der Ausstellung thematisiert. Getragen wird die Gedenkstätte vom Verein »Erkenntnis durch Erinnerung e. V.«.

## Standort
Die Gedenkstätte befindet sich auf dem ehemaligen Areal der Bezirksverwaltung (BV) des MfS. Der westliche Teil der BV lag im Stadtteil Neustadt, der östliche und weitaus größere in Loschwitz. Die heute noch zu besichtigende Untersuchungshaftanstalt, der Mehrzwecksaal mit Büroräumen sowie der sowjetische Haftkeller befinden sich im Gebäudekomplex mit der Adresse Bautzner Straße 112a. Das Gelände in Nachbarschaft zum Waldschlösschenviertel zählt heute zum statistischen Stadtteil Radeberger Vorstadt und damit zum Stadtbezirk Neustadt. Das Gelände wird im Norden durch die Bautzner Straße (B6) und im Süden durch die hier allmählich auslaufenden Dresdner Elbhänge begrenzt. Die Elbe selbst fließt 200 Meter südlich an der Gedenkstätte vorbei. Die Waldschlößchenbrücke liegt 400 Meter stromabwärts.

## Ausstellungen
In der Gedenkstätte werden viele Räume der ehemaligen Untersuchungshaftanstalt präsentiert, die seit 1989 weitgehend in ihrem ursprünglichen Zustand erhalten geblieben sind. Dazu zählen die »Verwahrräume«, Arrest- und Duschräume, Schreibzelle, Aufnahme- und Fotoraum, ein Vernehmungsraum, der Freigangsbereich sowie eine Fahrzeugschleuse mit Stehzellen. Weiterhin ist der sogenannte „Fuchsbau“, der ehemalige Haftkeller des sowjetischen Geheimdienstes im Rahmen der Dauerausstellung „Vom Dresdner Kellergefängnis ins Lager“ zu sehen. Neben rekonstruierten Kellerzellen sind verschiedene Einzelschicksale politischer Häftlinge aus der Sowjetischen Besatzungszone (SBZ) und frühen DDR sowie die Auswirkungen der Haft auf ihre Familien und Freunde ausgestellt. Seit 2019 ist es möglich, sich zu diesem Thema einen Audioguide auszuleihen. Zeitzeugen haben hierfür ihre Erinnerungen eingesprochen.
Im Mai 2014 neu hinzugekommen sind Teile der ehemaligen MfS-Bezirksverwaltung einschließlich des Stasi-Festsaals sowie die Räumlichkeiten des letzten Leiters der Bezirksverwaltung, Generalmajor Horst Böhm. In diesen Räumen sind Audioinstallationen mit original Tonaufnahmen von MfS-Mitarbeitern eingerichtet.
Im Hafthaus werden mehrere Dauerausstellungen gezeigt. Präsentiert werden unter anderem Ausstellungen zu Einzelschicksalen der politischen Häftlinge und Verhörmethoden des MfS, die seit Juni 2014 auch um Zeitzeugeninterviews auf Medienstationen ergänzt wurden. Weiterhin gibt es Ausstellungsmodule zur Verfolgung regimekritischer Studenten an Hochschulen in Sachsen, zur Ausreise der Prager Botschaftsflüchtlinge durch die DDR in die Bundesrepublik Deutschland im Oktober 1989 sowie eine Ausstellung zur friedlichen Besetzung der Dresdner Bezirksverwaltung am 5. Dezember 1989. Die Ausstellung Wendeseiten ermöglicht es, in einem multimedial inszenierten Buch die letzten Monate der DDR nachzuvollziehen.

## Geschichte
Nach dem Ende des Zweiten Weltkrieges nutzte der sowjetische Geheimdienst MGB/KGB – parallel zur Untersuchungshaftanstalt Münchner Platz – Kellerräume im Dresdner Norden, unter anderem auf der Fabricestraße, Magazinstraße, Königsbrücker Straße und Zittauer Straße. Auch die Keller zweier Villen auf dem Areal der späteren BV Dresden wurden für diese Zwecke eingerichtet.
Als frühes Untersuchungsgefängnis diente der sogenannten Heidehof, direkt an der Bautzner Straße. Der Heidehof –  ursprünglich eine 1882 errichtete Papier- und Kartonagenfabrik, später Wohnhaus – musste nach Beschädigungen infolge der Bombenangriffe vom Februar 1945 erst wiederhergestellt werden, so dass derzeit von einer Nutzung ab 1949 ausgegangen wird.
Tausende echte wie vermeintliche Nazi- und Kriegsverbrecher sowie Menschen, die dem neuen Regime in der SBZ kritisch gegenüberstanden, wurden im Kellergefängnis festgehalten und durch ein SMT zum Tode oder zur Arbeit im sowjetischen Gulag verurteilt. Andere wurden ohne Urteil in die Speziallager auf dem Gebiet der SBZ/DDR interniert.
Im Oktober 1953 zog das SfS/MfS von der Königsbrücker Straße auf das Gelände am Elbhang und übernahm damit das Areal von den sowjetischen Organen. Unmittelbar danach ließ das MfS den Mehrzwecksaal mit dem daran angeschlossenen neuen Hafthaus in U-Form errichten. Dies war der erste MfS-eigene Neubau einer Untersuchungshaftanstalt auf dem Gebiet der DDR. Insgesamt ist im Zeitraum von 1950 bis 1989 von ca. 10.000 DDR-Bürgern auszugehen, die im Dresdner Bezirk in MfS-U-Haft einsaßen. Es handelte sich vorwiegend um politische Häftlinge. Menschen, welche die uns heute selbstverständlichen Menschen- und Bürgerrechte wahrnehmen wollten. In der frühen Zeit, zwischen 1950 und 1967, führte oftmals der Protest gegen die Verhältnisse in die DDR (»Hetze«, »Boykotthetze«, »Propaganda«), oppositionelles Verhalten (»Spionage/Agententätigkeit«, »Widerstand/Gewalt gegen Polizei«, Kontakt zu westlichen Organisationen) sowie »Republikflucht« zur Aufnahme eines Ermittlungsverfahrens mit U-Haft. In den 1970er und 1980er waren es vor allem die Straftatbestände, die mit Flucht und Ausreise im Zusammenhang standen. Die Haftbedingungen waren nach heutigen Maßstäben menschenunwürdig, die psychologische Belastung der Insassen durch Haftregime und Vernehmungen hoch. Bei vielen stellte sich das Gefühl des Ausgeliefertseins ein. Rechtsstaatliche Standards waren nicht gegeben. Es galt das Primat der SED-Politik.
Das gesamte Areal der BV Dresden war ca. 3,5 Hektar groß. Die Untersuchungshaftanstalt machte nur einen kleinen Teil aus. Die Dresdner Tschekisten ließen in der Nutzungszeit von 1953 bis 1989 diverse Büro- und Funktionsgebäude (Mensa, Medizinischer Dienst, (Waffen-)Lager, Archivgebäude Garagen, Werkstätten) errichten. Die KD Dresden-Stadt befand sich ebenfalls auf dem Gelände. Die KD Dresden-Land auf der anderen Seite der Bautzner Straße. Der in den 1970er Jahren errichtete »Technische Komplex« mit diversen Werkstätten, Lagern und einer Waschanlage befand sich auf der Fischhausstraße. Im Herbst 1989 arbeiteten ca. 2.600 Mitarbeiter in und um das Areal, 3.591 Mitarbeiter im gesamten Dresdner Bezirk.
Am 5. Dezember 1989, vier Wochen nach dem Fall der Berliner Mauer, besetzten Demonstranten den Gebäudekomplex ohne Gewalteinwirkung und stoppten die zuvor begonnene Zerstörung der Stasi-Unterlagen aus der Bezirksverwaltung und den MfS-Kreisdienststellen. Neben den vorgefundenen Materialien sicherten sie auch das Inventar. Politische Häftlinge befanden sich zu diesem Zeitpunkt nicht mehr im Zellenhaus.
In den Gefängniszellen, die durch den Machtwechsel im Gebäude in ihrem damaligen Zustand erhalten blieben, lagerten anschließend die un- oder teilzerstörten Akten. Sie waren dadurch vor weiteren Zerstörungen und dem Zugriff durch Unbefugte geschützt. Nach der Deutschen Wiedervereinigung 1990 bezog die Dresdner Außenstelle des Bundesbeauftragten für die Unterlagen des Staatssicherheitsdienstes der ehemaligen Deutschen Demokratischen Republik (BStU) den Gebäudekomplex und begann mit der Auswertung der Stasi-Unterlagen. Die Behörde zog im Sommer 1993 an die Riesaer Straße nach Pieschen um, wo sie noch heute zu finden ist. Von 1991 bis 2007 nutzte das Berufsschulzentrum für Gesundheit und Sozialwesen Teile des Areals, vor allem den alten Heidehof. Die ehemalige MfS-Mensa wurde zur Diskothek umfunktioniert.
Seit 1994 steht das Hafthaus unter Denkmalschutz. Der 1997 neugegründete Trägerverein „Erkenntnis durch Erinnerung“ und die Stiftung Sächsische Gedenkstätten zur Erinnerung an die Opfer politischer Gewaltherrschaft begannen im selben Jahr mit der Erschließung der Anlage für die Öffentlichkeit und der dauerhaften Einrichtung einer Gedenkstätte. Bis heute lenkt der Verein die Geschicke der Gedenkstätte. Vorstandsvorsitzender war bis Juli 2020 der ehemalige Dresdner Oberbürgermeister Dr. Herbert Wagner. Seitdem leitet der Politologe und ehemalige polit. Häftling Henry Krause den Trägerverein.
Zwischen März und Juni 2006 erfolgte der Abbruch des in den 1980er Jahren errichteten »Erweiterungsbaus 2« an der Straßenfront. Der siebengeschossige Plattenbau vom Typ WBS 70 mit über 190 Büroräumen sowie ein ehemaliges Wachgebäude mussten der vorgesehenen Anbindung der Waldschlößchenbrücke an die Bautzner Straße weichen. Die Mensa wurde 2015 abgerissen.
Von März 2007 bis Februar 2008 wurde das Hafthaus unter den Auflagen des Denkmalschutzes saniert und weitestgehend im Original erhalten. Die frühere Haftküche wurde zur Cafeteria umgebaut und es wurden Ausstellungsflächen geschaffen. Im Zuge der Erweiterung der Gedenkstätte im Mai 2014 wurde eine Informations- und Beratungsstelle des BStU im Haus der Gedenkstätte eingerichtet.